# Доналдо Ачка
Доналдо Ачка (алб. Donaldo Açka, грец. Ντόναλντο Άτσκα, нар. 17 вересня 1997, Філіппіада) — албанський та грецький футболіст, півзахисник болгарського клубу «Локомотив» (Софія).

## Ігрова кар'єра
Доналдо народився у Греції і розпочав грати у футбол у місцевих ничолігових клубах «Сімантрон», «Етнікос» (Філіппіада) та «Караіскакіс».
Своєю грою за цю команду привернув увагу представників тренерського штабу албанського клубу «Люфтетарі», до складу якого приєднався 2018 року. Відіграв за цю команду наступні два сезони своєї ігрової кар'єри. Більшість часу, проведеного у складі «Люфтерарі», був основним гравцем команди і навіть дебютував у єврокубках.
Влітку 2020 року Ачка перейшов до румунського клубу КСМ Політехніка, де до кінця року зіграв 8 матчів, після чого у січні 2021 року на правах вільного агента перейшов до «Університаті» (Клуж-Напока) з другого румунського дивізіону, у якому до кінця сезону провів 10 ігор.
З літа 2021 року півтора сезони захищав кольори фінського клубу «Гака».
З січня 2023 року Ачка перебував без клубу, поки у вересні не підписав угоду з косовським «Г'їлані». Граючи у складі «Г'їлані» також здебільшого виходив на поле в основному складі команди, провівши у сезоні 2023/24 31 матч у чемпіонаті і забивши 1 гол.
До складу клубу «Локомотив» (Софія) приєднався влітку 2024 року. Станом на 8 червня 2025 року відіграв за софійську команду 17 матчів в національному чемпіонаті.

## Статистика виступів

### Статистика клубних виступів
| Сезон                 | Команда                      | Чемпіонат             | Чемпіонат | Чемпіонат | Національний кубок | Національний кубок | Національний кубок | Континентальні кубки | Континентальні кубки | Континентальні кубки | Інші змагання | Інші змагання | Інші змагання | Усього | Усього |
| Сезон                 | Команда                      | Ліга                  | Ігор      | Голів     | Ліга               | Ігор               | Голів              | Ліга                 | Ігор                 | Голів                | Ліга          | Ігор          | Голів         | Ігор   | Голів  |
| --------------------- | ---------------------------- | --------------------- | --------- | --------- | ------------------ | ------------------ | ------------------ | -------------------- | -------------------- | -------------------- | ------------- | ------------- | ------------- | ------ | ------ |
| 2017–18               | «Караіскакіс»                | ФЛ (ІІ)               | 2         | 0         | КН                 | 0                  | 0                  | -                    | -                    | -                    | -             | -             | -             | 2      | 0      |
| 2018–19               | «Люфтетарі»                  | СЛ                    | 17        | 0         | КА                 | 5                  | 0                  | ЛЄ                   | 1                    | 0                    | -             | -             | -             | 23     | 0      |
| 2019–20               | «Люфтетарі»                  | СЛ                    | 24        | 1         | КА                 | 4                  | 0                  | -                    | -                    | -                    | -             | -             | -             | 28     | 1      |
| Усього за «Люфтетарі» | Усього за «Люфтетарі»        | Усього за «Люфтетарі» | 41        | 1         |                    | 9                  | 0                  |                      | 1                    | 0                    |               | -             | -             | 51     | 1      |
| 2020-січ. 2021        | КСМ Політехніка              | ЛІ                    | 8         | 0         | КР                 | 0                  | 0                  | -                    | -                    | -                    | -             | -             | -             | 8      | 0      |
| січ.-черв. 2021       | «Університатя» (Клуж-Напока) | ЛІІ                   | 5+5       | 0         | КР                 | 2                  | 0                  | -                    | -                    | -                    | -             | -             | -             | 12     | 0      |
| серп.-груд. 2021      | «Гака»                       | ВЛ                    | 10        | 2         | КФ                 | 0                  | 0                  | -                    | -                    | -                    | -             | -             | -             | 10     | 2      |
| 2022                  | «Гака»                       | ВЛ                    | 23        | 1         | КФ+КЛ              | 4+4                | 1+0                | -                    | -                    | -                    | -             | -             | -             | 31     | 2      |
| Усього за «Гаку»      | Усього за «Гаку»             | Усього за «Гаку»      | 33        | 3         |                    | 8                  | 1                  |                      | -                    | -                    |               | -             | -             | 41     | 4      |
| 2023–24               | «Г'їлані»                    | СЛ                    | 31        | 1         | КК                 | 1                  | 0                  | -                    | -                    | -                    | -             | -             | -             | 32     | 1      |
| 2024–25               | «Локомотив» (Софія)          | ПЛ                    | 17        | 0         | КБ                 | 1                  | 0                  | -                    | -                    | -                    | -             | -             | -             | 18     | 0      |
| Усього за кар'єру     | Усього за кар'єру            | Усього за кар'єру     | 137+5     | 5+0       |                    | 21                 | 1                  |                      | 1                    | 0                    |               | -             | -             | 164    | 6      |